# Belize az olimpiai játékokon

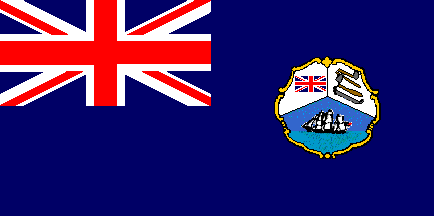
Brit Honduras (1968-1972)

Belize az 1968-as olimpiai játékokon vett részt először, sportolói eddig még nem szereztek érmet, és nem voltak jelen egyik téli olimpián sem.
Az ország első két olimpiai szereplésén még Brit Honduras néven volt jelen.
A Belize-i Olimpiai és Nemzetközösségi Játékok Szövetsége 1967-ben alakult meg, a NOB még ebben az évben felvette tagjai közé. A bizottság jelenlegi elnöke Edward Pitts.